# Gefen Publishing House
Gefen Publishing House (hebräisch הוֹצָאַת גֶּפֶן Hōzaʾat Gefen) ist ein 1981 durch die Eheleute Hana und Murray Greenfield gegründeter israelischer Verlag aus Jerusalem. Die Leitung des Unternehmens ging später an Greenfields Söhne Dror und Ilan Greenfield über, seit Drors Tod im Jahr 2003 führt Ilan Greenfield den Verlag allein. Ein Distributionszentrum existiert in New York City. Gefen Publishing veröffentlicht Bücher zu israelischen und jüdischen Themen in englischer Sprache. Dazu gehören Wissenschaft, Geschichte, Holocaust, Kunst, Philosophie, Biografien, Kinderliteratur usw. Jedes Jahr erscheinen mehr als zwanzig Neuerscheinungen. Zum Verlagsprogramm gehören Autoren wie Dov Freiberg, Uri Milstein, Yonatan Netanyahu und Gad Schimron.
2013 veröffentlichte der Verlag das Buch And Every Single One Was Someone, das an die im Holocaust ermordeten Juden Erinnern soll. 